# Noriko Sakai
Noriko Sakai (酒井 法子 Sakai Noriko?, Fukuoka, 4 de febrero de 1971) es una cantante y actriz japonesa. Bajo su nombre artístico Nori-P (のりピー Noripī?), lanzó su primer sencillo, "Otoko no Ko ni Naritai" (男のコになりたい "I Want to Be a Boy"?) el 5 de febrero de 1987, nueve días antes de cumplir dieciséis años y se vendieron más 40 000 copias. Es particularmente popular en Hong Kong y Taiwán. Su sencillo más vendido es  (碧いうさぎ Aoi Usagi?, "Blue rabbit").
En agosto de 2009, Sakai fue arrestada bajo sospecha de posesión y abuso de drogas y sentenciada a libertad condicional durante tres años. Se divorció de su esposo Yūichi Takasō (高相 祐一 Takasō Yūichi?) después del incidente y se mantuvo temporalmente alejada de los medios. Después de que terminó su libertad condicional, comenzó los ensayos y firmó con Office Nigun Niiba, como un primer paso para regresar al mundo del espectáculo.

## Biografía
Noriko Sakai nació en Fukuoka, Prefectura de Fukuoka, Japón. Debutó en 1986 como cantante solista, y su estilo de pelo corto, sonrisa e imagen juvenil se convirtió en un tema de conversación en los medios de entretenimiento.
Sakai lanzó su primer sencillo, "Otoko no Ko ni Naritai" (男のコになりたい "I Want to Be a Boy"?) el 5 de febrero de 1987, nueve días antes de su decimosexto cumpleaños. Se vendieron más de 40 000 copias. En los primeros años de su carrera, utilizó el apodo de Nori-P (のりピー?), aunque a mediados de la década de 1990 comenzó a distanciarse de él.
Se aventuró a trabajar en el extranjero en la década de 1990, a Taiwán, donde filmó comerciales de bebidas VITALON P, y realizó conciertos.
Sakai volvió a la atención pública después de 1993, donde recibió el reconocimiento por su actuación en Hitotsu Yane no Shita como Kashiwagi Koyuki. En 1995, actuó en Hoshi no Kinka (Monedas del cielo) como Aya Kuramoto, también cantando el tema principal  (碧いうさぎ Aoi Usagi?, "Blue rabbit")  que se convirtió en su álbum más vendido.
A finales de 1998 organizó las giras de conciertos asiáticos en Taiwán, China, Singapur, Corea del Sur, Malasia, Indonesia, Tailandia y otros países asiáticos.

### Vida personal
El 28 de diciembre de 1998, celebró una conferencia de prensa, anunciando su matrimonio con Yūichi Takasō (高相 祐一 Takasō Yūichi?) . Yūichi y ella tienen un hijo, nacido el 17 de julio de 1999.

### Regreso a la industria del entretenimiento
En enero de 2000, después del nacimiento de su hijo, Sakai regresó al mundo del espectáculo y gradualmente asumió papeles en películas, teatro y publicidad. La popularidad de Sakai en Japón no es sobresaliente, pero tiene seguidores considerables en Hong Kong, Taiwán y China.

### Escándalo de drogas
Sakai reapareció en los titulares por un escándalo de drogas el 2 de agosto de 2009, cuando el esposo de Sakai, Yūichi Takasō, supuestamente inhaló una pequeña cantidad de drogas estimulantes en un baño público, en un parque en el distrito de Minato en Tokio. Al día siguiente, registraron el automóvil de Takasō, estacionado en una calle del distrito de Shibuya en Tokio. En el coche se encontraron 0,817 gramos de drogas. El 4 de agosto de 2009, Takasō fue detenido por la Policía Metropolitana de Tokio. Cuando Takasō fue sometido a un registro corporal, se informó que se encontraron drogas en su ropa interior. Takasō fue arrestado inmediatamente y Sakai fue citada para responder más preguntas y que se sometiera a una prueba de orina. Ella le dijo a la policía que tenía que recoger a su hijo de 10 años y que iría a la comisaría ese mismo día, sin embargo desapareció con su hijo.
Mientras Takasō era interrogado en el departamento de policía, según los informes, le dijo a la policía que él y Sakai estaban involucrados en drogas. Como diez días antes de su arresto, los dos consumieron drogas durante un viaje familiar a Amami Ōshima en la prefectura de Kagoshima. En el momento del arresto de Takasō, Sakai vivía en su propio apartamento en Tokio. Mientras Sakai estaba fuera, la policía registró la casa de Sakai y, según los informes, encontró drogas, cuidadosamente envueltas en papel de aluminio. Se descubrió que un inhalador entre las drogas tenía el ADN de Sakai. Como resultado, se emitió una orden de arresto contra ella. El 5 de agosto de 2009, Sakai dejó a su hijo con un amigo no identificado, compró ropa interior y otros artículos de primera necesidad en una tienda y luego desapareció.
Al intentar rastrear a Sakai por teléfono celular, la policía informó que su teléfono celular perdió la señal dentro del área de la prefectura de Yamanashi, a unas 60 millas (100 kilómetros) al oeste de Tokio. Más tarde, Sakai afirmó que el teléfono celular estaba dañado y que lo tiró a la basura. La policía creía que el teléfono celular podía contener información que conducía a la fuente de las drogas.
El 7 de agosto de 2009, Sakai se entregó a las autoridades y fue arrestada. El cargo oficial contra Sakai era "sospecha de posesión de drogas estimulantes", según un funcionario de la policía de Tokio. Ella admitió que las drogas estaban en su apartamento, pero no admitió haberlas consumido. También dijo que guardaba las drogas en papel de aluminio "para usarlas más tarde".
El 17 de agosto de 2009, también se registró una casa de playa en Katsuura, Chiba. Una ubicación frecuente tanto para Sakai como para Takasō en los últimos cinco años. En la casa se encontraron anfetaminas y equipo necesario para consumo de drogas. El 21 de agosto de 2009, después de admitir las drogas encontradas en la casa de la playa, Takasō recibió un segundo cargo por posesión de drogas estimulantes.

#### Pruebas de drogas y acusación
El 9 de agosto de 2009, dos días después del arresto de Sakai, el resultado de una prueba de orina resultó negativo. El uso leve de metanfetamina solo se puede detectar en una prueba de orina dentro de uno a cuatro días después de su uso. El 19 de agosto de 2009, los investigadores anunciaron que el cabello de Sakai dio positivo a la droga estimulante, aunque los resultados fueron débiles. Antes de que la capturaran, según los informes, se tiñó y se cortó el pelo; ambas prácticas afectarían los resultados de las pruebas. Debido al resultado positivo en la prueba del cabello, el tiempo de cárcel de Sakai se extendió otros nueve días, hasta el 28 de agosto de 2009. 
El último día de la detención de Sakai, los fiscales acusaron oficialmente a Sakai de presunta posesión de anfetaminas, sobre la base de las pruebas reunidas por la policía. El hecho de que los medicamentos estuvieran cuidadosamente envueltos para su uso posterior fue un factor decisivo en el veredicto. El 10 de septiembre de 2009, se agregó un cargo adicional por uso de drogas estimulantes. Sakai presuntamente consumió anfetaminas en un hotel durante su visita a la prefectura de Kagoshima con su esposo e hijo.
Sakai fue liberada de la cárcel después de pagar la fianza el 17 de septiembre de 2009. Acompañada por su abogado, y con la presencia del vicepresidente de Sun Music, Masahisa Aizawa, se disculpó con el público durante una conferencia de prensa. "Mi debilidad me hizo ceder a las drogas ilegales y causó dolor a muchas personas. Prometo arrepentirme y expiar este crimen por el resto de mi vida", dijo. Sakai fue ingresada en un hospital para superar su adicción a las drogas y pidió moderación a los medios de comunicación durante su recuperación.
La primera cita judicial de Sakai se llevó a cabo el 26 de octubre de 2009, atrayendo a una multitud de 6600 personas fuera de un tribunal de Tokio. Sakai se declaró culpable de consumo de drogas. Los fiscales sugirieron dieciocho meses de prisión, pero el 9 de noviembre de 2009, el tribunal retrasó la pena de prisión hasta el 9 de noviembre de 2012, siempre y cuando se mantenga libre de delitos. Sakai asistió a la Universidad de la Creación; Arte, música y trabajo social en Takasaki, Gunma, donde se licenció en asistencia social y asistencial en marzo de 2013.

##### Reacciones
El escándalo de las drogas le costó a Sakai miles de millones de yenes en contratos cancelados y otros proyectos en los que estuvo involucrada anteriormente. El 6 de agosto de 2009, el fabricante de automóviles Toyota supuestamente dejó de mostrar un comercial con Sakai en su sitio web. La línea de ropa de Sakai "PP rikorino", que consta de más de 150 artículos, fue retirada de tiendas en todo Japón.
Durante la primera semana del escándalo, la tienda iTunes de Apple Inc calificó la canción de 1995 de Sakai, Aoi Usagi, como la canción más descargada, en base a un período de once días. Otras canciones de Sakai, entre las 100 descargas principales, incluyen Kagami no Doresu (17º) y Sekaiju no Dare Yori Kitto (18º). Sin embargo, el 9 de agosto de 2009, Victor Entertainment, el distribuidor de las obras de Sakai, retiró los CD de Sakai de las tiendas y suspendió las descargas de sus canciones. Las tiendas en línea como Amazon Japón todavía venden CD y DVD de Sakai, a pesar de aumentar los precios de venta como resultado de la medida de Victor.
Inmediatamente después del anuncio de la acusación, Sun Music, la agencia de talentos que ha representado a Sakai desde 1986, suspendió su contrato. El presidente de Sun Music, Masahisa Aizawa, dijo: "Nos disculpamos desde el fondo de nuestro corazón por las presuntos errores de la Sra. Sakai". Sun Music eliminó el sitio web oficial de Sakai de su servidor web. Poco después del anuncio de Aizawa, fue degradado a vicepresidente. El presidente Hideyoshi Aizawa se destituyó del cargo y ahora es asesor de Sun Music, sin derecho a representar a la firma.
A raíz del escándalo, Sakai se divorció de su esposo Takasō el 31 de julio de 2010.

### Segundo regreso a la industria del entretenimiento
En abril de 2011, Sakai participó en una gira por Beijing para educar sobre los peligros de la adicción a las drogas. Afirmó que dejaría de lado temporalmente su carrera en el entretenimiento para participar en organizaciones benéficas.
En una conferencia de prensa el 24 de noviembre de 2012, anunció su regreso a la industria del entretenimiento, luego de terminar su sentencia suspendida. También firmó con la agencia de talentos Office Nigun Niiba. Regresó al escenario en diciembre de 2012 como el personaje principal de una historia sobre el período Sengoku, que finalizó el 25 de diciembre de 2012. En total, 7500 personas asistieron a la representación escénica durante el período de diez días.

## Discografía

### Lanzamientos de larga duración
| - Fantasia - Noriko Part I - Yumeboken Noriko Special - Guanbare - Noriko Part II - Lovely Times - Noriko Part III - Blue Wind - Noriko Part IV - My Dear - Noriko Part V - Singles - Noriko Best - White Girl - Noriko Part VI - Sweet'n Bitter - Noriko Part VII - CD-File 1 - CD-File 2 - CD-File 3 - Magical Montage Company - Sentimental Best - Manmoth - Singles - Noriko Best II | - Anata-ga Michite Yuku - Natural best - 10 Songs - Watercolour - Youyenchi Enri (Mandarin) - Twin Best - In Snowflakes - Work out fine - Asian Tour Special: Asian Collection '98 - Pure Collection - Single - Noriko Best III - Asia2000 - Work of Love - Moments - Best Selections - Namida Hitotsubu |

### Box sets
- Noriko Box
- Complete DVD Box

### Contribuciones a la banda sonora original
- Aim for the Top! Gunbuster ("Active Heart")
- Video Girl Ai ("Ureshi Namida")
- Hoshi no Kinka ("Aoi Usagi")
- Zoku Hoshi no Kinka ("Kagami no Doresu")
- Three Musketeers ("Yume Bōken")

### Sencillos
| - Otoko no Ko ni Naritai - Nagisa no Fantasy - NO.RE.na.i Teen-age - Yumeboken - Guanbare - 1 Okuno Smile - Please Your Smile - Nori-P Ondo - Happy Again - Honki o Dashite - Otogi no Kuni no Birthday - Love Letter - Sayonara o Sugite - All Right - Shiawasenante Hoshikunaiwa - Diamond Blue - Hohoemi wo Mitsuketa - Eve no Tamago - Anata ni Tenshi ga Mierutoki - Montage | - Namida ga Tomaranai How!Aw!Ya! - Karui Kimochi no Julia - Nagisa no Pithecanthropus - Tabun Taboo - Anata ga Michi te Yuku - Egao ga Wasureranai - Sasowarete - Oh Oh Oh We are the Winners - Aoi Usagi - Here I am - Kagami no Doresu - Namida Iro - Yokogao - Pure - Words of Love - Miracle - Susume! Hakkushon Baby - Tenka Muteki no Ai - Sekai Jū no Dare Yori Kitto |

## Video
- Guanbare CDV Special (mini laser disc)

## Filmografía

### Televisión
- Tobu ga Gotoku as Saigō Koto, NHK 1990
- Hitotsu Yane no Shita as Kashiwagi Koyuki, Fuji TV 1993
- Longing For The Old You, NTV 1994
- Watashi, Mikata Desu, TBS 1995
- Hoshi no Kinka (Heaven's Coins) as Aya Kuramoto, NTV 1995
- Zoku Hoshi no Kinka (Heaven's Coins 2) as Aya Kuramoto, NTV 1996
- Hitotsu Yane no Shita 2 as Koyuki Kashiwagi, Fuji TV 1997
- Seija no Koushin, TBS 1999
- Toi Shinseki Chikaku no Tanin, NHK 1999
- Tenshi ga Kieta Machi, NTV 2000
- Honke no Yome, NTV 2001
- Toshiie and Matsu as One, NHK 2002
- Mukodono 2003, Fuji TV 2003
- Fight as Kido Ayako, NHK 2005
- Marumaru Chibi Maruko-chan as Okaasan, Fuji TV 2007

### Películas
- Pikachu and Pichu, 2000
- Ju-on: The Grudge 2, 2003
- Yogen, 2004
- SS, 2008
- Utsusemi no Mori, 2021

## Libros de fotos
| - Let's Nori-P - Shuffle Heart - Blue Pearl - Aquarius - Zephoros - In Europe | - In Greece - Comme Le Cinema - Shinin Run - Orange Hotel - Naturelle - Fizz |

## Otros
- Kagami no Kuni no Legend (鏡の国のレジェンド?) (video game for the PC Engine CD add-on)